# 분노의 날
《분노의 날》(Day Of Wrath, Vredens Dag)은 덴마크에서 제작된 칼 테오도르 드레이어 감독의 1943년 드라마 영화이다. 토킬드 루스 등이 주연으로 출연하였고 Tage Nielsen 등이 제작에 참여하였다.

## 출연

### 주연
- 토킬드 루스
- 리스베트 모빈
- 지그리드 네이엔담
- 프레벤 레어도르프 라이

## 기타
- 원작자: Hans Wiers-Jenssens
- 미술: 에릭 아에스
- 의상: Olga Thomsen